# Apertochrysa anomala
Apertochrysa anomala là một loài côn trùng trong họ Chrysopidae thuộc bộ Neuroptera. Loài này được Tillyard miêu tả năm 1917.